# Presbytis sabana
Il presbite di Sabah (Presbytis sabana (Thomas, 1893); syn.: P. hosei sabana, Semnopithecus sabana) è una specie di primate della tribù dei Presbytini originaria della parte settentrionale dell'isola del Borneo. Il suo areale coincide approssimativamente con il territorio dello stato malese di Sabah. Non è ancora noto se si estenda anche ad aree adiacenti della parte indonesiana del Borneo.

## Descrizione
Il presbite di Sabah raggiunge una lunghezza testa-tronco di circa 48-56 cm, ha una coda lunga 65-84 cm e pesa 5,5-6 kg (femmine) o 6-7 kg (maschi). Il manto è grigio sul dorso e biancastro sul ventre e sull'interno degli arti. Mani e piedi sono neri. La pelle della faccia è rossastra, le labbra bluastre. Caratteristica della specie è una macchia nera evidente su entrambi i lati del naso. I piccoli sono bianchi con un motivo a forma di croce sulle spalle e sulla schiena.

## Biologia
Il presbite di Sabah vive nelle foreste pluviali tropicali sempreverdi. Si nutre principalmente di foglie giovani e appena germogliate (42-45%), frutti acerbi (3-25%), semi (17-21%) e fiori (3% o meno), ma mangia anche coleotteri, altri insetti, corteccia, uova di uccello e nidiacei. Queste scimmie vivono in gruppi che contano al massimo 14 individui. Sono composti da un maschio, da due a sei femmine e dai loro piccoli. A volte formano gruppi misti con il presbite marrone (Presbytis rubicunda). Di regola, tuttavia, una specie è rara o assente nelle aree in cui si trova l'altra. Il presbite di Sabah di solito rimane nella zona centrale e superiore degli alberi (da 10 a 30 m). Trascorre circa il 14-17% della giornata a mangiare e dedica dal 45 al 49% a riposare (attività necessaria per poter digerire una dieta composta in gran parte da foglie), dal 30 al 32% agli spostamenti e dal 4 al 6% alle attività sociali. Le femmine partoriscono per la prima volta all'età di tre anni, generalmente da luglio a ottobre. I piccoli vengono svezzati intorno ai 300 giorni di età.

## Conservazione
Il presbite di Sabah viene classificato come «specie in pericolo» dall'Unione internazionale per la conservazione della natura (IUCN). Il numero di questi animali è diminuito continuamente nel corso degli ultimi anni. Il motivo principale è la caccia ad opera dell'uomo. I presbiti di Sabah sembrano tollerare un disboscamento di tipo selettivo: basta che non vengano abbattuti i loro alberi dormitorio. Sono presenti all'interno di varie aree protette: nell'area di conservazione della Danum Valley, nella riserva naturale di Tabin, nel centro per la riabilitazione degli oranghi di Sepilok, nel santuario faunistico del Kinabatangan, nel bacino di Maliau e, forse, nel parco nazionale della Crocker Range.